# Delphyre elachia
Delphyre elachia är en fjärilsart som beskrevs av Dyar 1914. Delphyre elachia ingår i släktet Delphyre och familjen björnspinnare. Inga underarter finns listade i Catalogue of Life.